# Tyrannoneustes
Tyrannoneustes is een geslacht van uitgestorven metriorhynchide crocodyliformen uit de Oxford Clayformatie uit het Callovien van Engeland en de Marnes de Dives in Frankrijk. Het bevat als enige soort Tyrannoneustes lythrodectikos, wat 'bloedbijtende tiranzwemmer' betekent.

## Geschiedenis en beschrijving
Het geslacht werd herontdekt na een eeuw van opslag in een museumkelder na te zijn aangekocht door fossielenverzamelaar Alfred Nicholson Leeds tussen de jaren 1907 en 1909. De onderkaak was ongeveer zesentwintig inch lang en zijn tanden waren bladachtig, waarschijnlijk gebouwd om prooien aan te vallen, even groot of groter dan zichzelf, vergelijkbaar met de Dakosaurus, Torvoneustes en Plesiosuchus uit het Laat-Jura. Het holotype-exemplaar GLAHM V972, een schedel en vier halswervels gevonden in de Fletton Brick Pit, werd door Young en zijn collega's geschat op meer dan 3,27 meter in totale lichaamslengte. Twee andere exemplaren (PETMG:R176 en NHMUK PV R3939) behoorden tot veel grotere individuen, met een totale lichaamslengte van respectievelijk 4,65 meter en 5,04 meter.